# إصلاح شالما
إصلاح شالما قرية مصرية ومركز سيدي سالم التابعة لمحافظة كفر الشيخ.